# Petalifera albomaculata
Petalifera albomaculata is een slakkensoort uit de familie van de Aplysiidae. De wetenschappelijke naam van de soort is voor het eerst geldig gepubliceerd in 1905 door Farran.